# Thapapur
Thapapur (nep. थापापुर) – gaun wikas samiti w zachodniej części Nepalu w strefie Seti w dystrykcie Kailali. Według nepalskiego spisu powszechnego z 2001 roku liczył on 1888 gospodarstw domowych i 13559 mieszkańców (6663 kobiet i 6896 mężczyzn).